# Живите мъртви (сериал)
„Живите мъртви“ (на английски: The Walking Dead) е американски драматичен сериал, разработен за телевизията от Франк Дарабонт и базиран на едноименния комикс на Робърт Къркман, Тони Мур и Чарли Адлърд.
Излъчването му започва по AMC на 31 октомври 2010 г. с 90-минутен (с рекламите) премиерен епизод. Премиерният епизод на пети сезон подобрява рекорда за най-гледано шоу по кабелната телевизия в САЩ.
На 6 октомври 2019 г. сериалът е подновен за единадесети и последен сезон от 24 епизода, който започва на 22 август 2021 г. и завършва на 20 ноември 2022 г.

## Сюжет
Разказва се за апокалипсис, след който оцелелите са малко. Животът се променя драстично след като те осъзнават реалната опасност, която ги заобикаля. След изминалите години, в които се борят за живота си, те разбират, че бродещите не са толкова голяма опасност колкото оцелелите хора, търсещи безопасно местообитание.

## Актьорски състав
- Андрю Линкълн – Рик Граймс
- Сара Уейн Келис – Лори Граймс
- Чандлър Ригс – Карл Граймс
- Джон Бърнтол – Шейн Уолш
- Стивън Ян – Глен Рий
- Лори Холдън – Андрея
- Джефри ДеМън – Дейл Хоруат
- Норман Рийдъс – Дарил Диксън
- Мелиса Макбрайд – Керъл Пелетир
- Майкъл Рукър – Мърл Диксън
- Скот Уилсън – Хършъл Грийн
- Лорън Кохен – Маги Грийн
- Данай Гурира – Мишон
- Дейвид Мориси – Филип Блейк „Губернатора“
- Емили Кини – Бет Грийн
- Чад Колман – Тайрийс Уилямс
- Сонийкуа Мартин-Грийн – Саша Уилямс
- Лорънс Гилиърд младши – Боб Стуки
- Алана Мастърсън – Тара Чамблър
- Майкъл Къдлиц – Ейбрахам Форд
- Крисчън Сератос – Росита Еспиноса
- Джош Макдърмит – Юджийн Портър
- Андрю Джей Уест – Гарет
- Сет Гилиъм – Отец Гейбриъл Стоукс
- Лени Джеймс – Морган Джоунс
- Това Фелдшъх – Диана Монро
- Остин Никълс – Спенсър Монро
- Александра Брекенридж – Джеси Андерсън
- Рос Маркуанд – Арън
- Остин Амелио – Дуайт
- Том Пейн – Пол Ровиа „Исус“
- Зандър Бъркли – Грегъри
- Джефри Дийн Морган – Нигън Смит
- Кейтлин Нейкън – Енид
- Стивън Ог – Саймън
- Кари Пейтън – Езикил Сътън
- Полиана Макинтош – Ан / Джейдис
- Ави Наш – Сидиг
- Калън Маколиф – Олдън
- Саманта Мортън – Алфа
- Райън Хърст – Бета
- Купър Андрюс – Джери
- Надя Хилкър – Магна
- Елинор Мацура – Юмико Окумура
- Лорън Ридлоф – Кони
- Ейнджъл Теори – Кели
- Касади Маклинси – Лидия
- Кейли Флеминг – Джудит Граймс
- Марго Бингам – Максин Мърсър
- Паола Лазаро – Хуанита „Принцеса“ Санчез
- Лин Колинс – Лея Шоу
- Джош Хамилтън – Ланс Хорнсби
- Майкъл Джеймс Шоу – Майкъл Мърсър
- Лейла Робинс – Памела Милтън

## „Живите мъртви“ в България
В България сериалът започва излъчване на 1 ноември 2010 г. по Fox Crime, всеки понеделник от 22:00. Първи сезон завършва на 6 декември. На 17 октомври 2011 г. започва втори сезон, всеки понеделник от 22:00, а на 28 ноември е излъчен седми епизод, след което последва пауза. Втората част епизоди започва на 13 февруари 2012 г. и сезонът приключва на 19 март.
На 15 октомври 2012 г. трети сезон започва премиерно по Fox, всеки понеделник от 22:55. На 4 ноември по погрешка е излъчен премиерно четвърти епизод вместо повторението на трети, с което е изпреварена американската премиера. Втората част епизоди започва на 11 февруари 2013 г. и сезонът завършва на 1 април. На 15 октомври започва четвърти сезон, всеки вторник от 23:05. Втората му половина започва на 11 февруари 2014 г. от 23:40, а последният епизод е излъчен на 1 април. На 13 октомври започва пети сезон, всеки понеделник от 23:50. Втората му половина започва на 9 февруари 2015 от 23:45, а последният епизод е излъчен на 30 март. На 12 октомври започва шести сезон, всеки понеделник от 23:00. На 15 февруари 2016 г. започва втората му част епизоди. На 22 февруари е излъчена първата половина на десети епизод от шести сезон без дублаж, а за да бъде запълнено времето, е пуснат осми епизод от трети сезон на „Модерно семейство“. Целият епизод е излъчен с дублаж на 23 февруари от 23:00. Сезонът завършва на 4 април. На 24 октомври започва седми сезон, всеки понеделник от 23:00. Втората му половина започва на 13 февруари 2017 г., а последният епизод е излъчен на 3 април. На 23 октомври започва осми сезон, всеки понеделник от 23:00. Втората му половина започва на 26 февруари 2018 г., а последният епизод е излъчен на 1 април. На 8 октомври започва девети сезон, всеки понеделник от 23:00, а втората му половина – на 11 февруари 2020 г. Сезонът приключва на 1 април. На 7 октомври започва десети сезон. Втората му половина започва на 24 февруари 2020 г. Последните няколко епизода от сезона не са озвучени и вместо това са излъчени със субтитри заради пандемията от COVID-19, а за повторните излъчвания са с дублаж. На 5 октомври от 22:55 е излъчен шестнайсети епизод от сезона. На 1 март 2021 г. започват последните му шест епизода, всеки понеделник от 22:55 като последният е на 5 април. На 23 август започва единайсети сезон, всеки понеделник от 22:55. На 21 февруари 2022 г. започва втората му част, всеки понеделник от 22:55. Въпреки че според телевизионните реклами третата последна част започва на 3 октомври с разписание всеки понеделник от 22:55, реално епизодите започват на 2 октомври, а часът им варира между 00:20, 00:30 и 00:35. От 30 октомври се излъчват повторения, а от 31 октомври премиерите започват да се излъчват официално в понеделник. Последният епизод е излъчен на 21 ноември.
Дублажът е на студио Доли. Ролите се озвучават от артистите Лидия Вълкова, Адриана Андреева до осми епизод на шести сезон, Росица Александрова от девети епизод на шести сезон до единайсети сезон, Димитър Кръстев, Иван Петков от първи до четвърти сезон, Росен Русев от пети до единайсети и Стоян Цветков. Росица Александрова отсъства в последния епизод от седми сезон, в последния от осми и последния от десети, а Стоян Цветков – в два епизода от девети, четири от десети и в последните шестнайсет от единайсети.